# Impatiens ciliifolia
Impatiens ciliifolia är en balsaminväxtart. Impatiens ciliifolia ingår i släktet balsaminer, och familjen balsaminväxter.

## Underarter
Arten delas in i följande underarter:
- I. c. ciliifolia
- I. c. sinharajensis